# Нова приказка за стари вълшебства
„Нова приказка за стари вълшебства“ е български детски телевизионен филм (приказка) от 1999 година на режисьора Зоя Касамакова. По сценарий на Ания Вълева. Оператор е Марин Карамфилов. Музиката във филма е композирана от Петър Радевски. Художник е Ели Пешева.
Текстът на песните е на Николай Босев.
Филмът е заснет в София и Балчик.

## Сюжет
Фей мечтае да стане велик магьосник, като прави само лоши магии. Марлон изпраща помощниците си в приказката за „Пепеляшка“. С помощта на разказвача на приказки - Шарл, и Фея, Пепеляшка отива на бала на принца. Но Фей не е доволен, той търси начин да приложи злите си вълшебства и така попада в приказката за „Спящата красавица“ като Лошата орисница. Продължава да търси фомулата на злото, с която дори убива Марлон.
Тя обаче го проклина да се превърне в котарак и да бъде такъв до момента, в който разбере, че трябва да помога на Дборото. Фей е в приказката „Котаракът в чизми“. Там помага на сина на мелничаря да стане богат и да се ожени за красивата принцеса. Разказвачът на приказки Шарл съживява Марлон. С нейна помощ принцът от „Пепеляшка“ намира своята любима, а „Спящата красавица“ е събудена от своя принц. Така във всички приказки възтържествува Доброто. Фей възвръща човешката си външност и също става добър. 

## Актьорски състав
| Роля                          | Изпълнител                |
| ----------------------------- | ------------------------- |
| Шарл, разказвачът на приказки | Антони Генов              |
| Марлон, феята на приказките   | Биляна Траянова           |
| фея                           | Мая Бежанска              |
| фей                           | Цанко Тасев               |
| Пепеляшка                     | Галина Величкова          |
| принц I                       | Симеон Владов             |
| мащехата                      | Тамара Войс               |
| Жавота                        | Росица Петкова            |
| Шарлота                       | Елена Атанасова           |
| принцеса Лора                 | Ина Колева                |
| принц II                      | Венелин Методиев          |
| цар                           | Тодор Янкулов             |
| царица                        | Ирина Янкулова            |
| приятелка                     | Лилия Гаврилова           |
| приятелка                     | Стефка Дойчинова          |
| кралят                        | Красимир Ранков           |
| Жан                           | Радослав Рачев            |
| принцеса                      | Мария Атанасова           |
|                               | деца от ТВ студия към БНТ |

Танците изпълняват студенти от Нов български университет с хореограф Надя Асенова.

## Награди
- „Златна амфора“ на Балканския фестивал за филми и ТВ програми за деца